# Solenne Figuès
Solenne Figuès (n. 6 iunie 1979, Villepinte, Île-de-France, Franța) este o înotătoare franceză, medaliată olimpică. A participat la 2 ediții ale Jocurilor Olimpice (1996, 2004) în care a câștigat o medalie de bronz.